# Condado de Forsyth (Georgia)
El condado de Forsyth (en inglés: Forsyth County) es un condado en el estado estadounidense de Georgia. En el censo de 2000 el condado tenía una población de 98 407 habitantes. Forma parte del área metropolitana de Atlanta. La sede de condado es Cumming. El condado fue fundado en 1832 junto a nueve otros condados a partir del condado de Cherokee. Fue nombrado en honor a John Forsyth, quien fue gobernador de Georgia y Secretario de Estado de los Estados Unidos.

## Geografía
Según la Oficina del Censo, el condado tiene un área total de 641 km² (247 sq mi), de la cual 585 km² (226 sq mi) es tierra y 56 km² (22 sq mi) (8,72%) es agua.

### Condados adyacentes
- Condado de Dawson (norte)
- Condado de Hall (este)
- Condado de Gwinnett (sureste)
- Condado de Fulton (suroeste)
- Condado de Cherokee (oeste y noroeste)

### Áreas protegidas nacionales
- Chattahoochee River National Recreation Area

## Autopistas importantes
- U.S. Route 19
- Ruta Estatal de Georgia 9
- Ruta Estatal de Georgia 20
- Ruta Estatal de Georgia 53
- Ruta Estatal de Georgia 141
- Ruta Estatal de Georgia 306
- Ruta Estatal de Georgia 369
- Ruta Estatal de Georgia 371
- Ruta Estatal de Georgia 400

## Demografía
En el  censo de 2000, hubo 98 407 personas, 34 565 hogares y 28 101 familias residiendo en el condado. La densidad poblacional era de 436 personas por milla cuadrada (168/km²). En el 2000 había 36 505 unidades unifamiliares en una densidad de 162 por milla cuadrada (62/km²). La demografía del condado era de 95,05% blancos, 0,70% afroamericanos, 0,25% amerindios, 0,80% asiáticos, 2,01% isleños del Pacífico, 2,27% de otras razas y 0,93% de dos o más razas. 2,57% de la población era de origen hispano o latino de cualquier raza. 
La renta promedio para un hogar del condado era de $68 890 y el ingreso promedio para una familia era de $74 003. En 2000 los hombres tenían un ingreso medio de $50 862 versus $32 112 para las mujeres. La renta per cápita para el condado era de $29 114 y el 5,50% de la población estaba bajo el umbral de pobreza nacional.

## Ciudades y pueblos
- Chestatee
- Coal Mountain
- Cumming
- Matt